# FA Cup 1900-1901
La FA Cup 1900-1901 fu la trentesima edizione del torneo calcistico più vecchio del mondo. Vinse per la prima volta il Tottenham. Fu l'unico caso di FA Cup vinta da una squadra di non-league, ovvero non appartenente alla Football League.

## Calendario
| Round                           | Data                     |
| ------------------------------- | ------------------------ |
| Turno preliminare               | Sabato 22 settembre 1900 |
| Primo turno di qualificazione   | Sabato 6 ottobre 1900    |
| Secondo turno di qualificazione | Sabato 20 ottobre 1900   |
| Terzo turno di qualificazione   | Sabato 3 novembre 1900   |
| Quarto turno di qualificazione  | Sabato 17 novembre 1900  |
| Quinto turno di qualificazione  | Sabato 8 dicembre 1900   |
| Turno intermedio                | Sabato 5 gennaio 1901    |
| Primo turno                     | Sabato 9 febbraio 1901   |
| Secondo turno                   | Sabato 23 febbraio 1901  |
| Terzo turno                     | Sabato 23 marzo 1901     |
| Semifinali                      | Sabato 6 aprile 1901     |
| Finale                          | Sabato 20 aprile 1901    |

## Turno intermedio
| Numero partita | Squadra locale    | Punteggio | Squadra ospite     | Data            |
| -------------- | ----------------- | --------- | ------------------ | --------------- |
| 1              | Chesterfield      | 3-0       | Walsall            | 5 gennaio 1901  |
| 2              | Darwen            | 0-2       | Woolwich Arsenal   | 5 gennaio 1901  |
| 3              | Kettering         | 1-0       | Crewe Alexandra    | 5 gennaio 1901  |
| 4              | Stoke             | 1-0       | Glossop            | 5 gennaio 1901  |
| 5              | Reading           | 1-1       | Bristol City       | 5 gennaio 1901  |
| Ripetizione    | Bristol City      | 0-0       | Reading            | 9 gennaio 1901  |
| Ripetizione    | Reading           | 2-1       | Bristol City       | 14 gennaio 1901 |
| 6              | Grimsby Town      | 0-1       | Middlesbrough      | 5 gennaio 1901  |
| 7              | Burslem Port Vale | 1-3       | New Brighton Tower | 5 gennaio 1901  |
| 8              | Luton Town        | 1-2       | Bristol Rovers     | 5 gennaio 1901  |
| 9              | Newton Heath      | 3-0       | Portsmouth         | 5 gennaio 1901  |
| 10             | West Ham United   | 0-1       | Liverpool          | 5 gennaio 1901  |

## Primo turno
| Numero partita | Squadra locale          | Punteggio | Squadra ospite     | Data             |
| -------------- | ----------------------- | --------- | ------------------ | ---------------- |
| 1              | Kettering               | 1-1       | Chesterfield       | 9 febbraio 1901  |
| Ripetizione    | Chesterfield            | 1-2       | Kettering          | 13 febbraio 1901 |
| 2              | Southampton             | 1-3       | Everton            | 9 febbraio 1901  |
| 3              | Stoke                   | 1-1       | Small Heath        | 9 febbraio 1901  |
| Ripetizione    | Small Heath             | 2-1       | Stoke              | 13 febbraio 1901 |
| 4              | Reading                 | 2-0       | Bristol Rovers     | 9 febbraio 1901  |
| 5              | Notts County            | 2-0       | Liverpool          | 9 febbraio 1901  |
| 6              | Nottingham Forest       | 5-1       | Leicester Fosse    | 9 febbraio 1901  |
| 7              | Aston Villa             | 5-0       | Millwall Athletic  | 9 febbraio 1901  |
| 8              | Sheffield Wednesday     | 0-1       | Bury               | 9 febbraio 1901  |
| 9              | Bolton Wanderers        | 1-0       | Derby County       | 9 febbraio 1901  |
| 10             | Wolverhampton Wanderers | 5-1       | New Brighton Tower | 9 febbraio 1901  |
| 11             | Middlesbrough           | 3-1       | Newcastle United   | 9 febbraio 1901  |
| 12             | West Bromwich Albion    | 1-0       | Manchester City    | 9 febbraio 1901  |
| 13             | Sunderland              | 1-2       | Sheffield United   | 9 febbraio 1901  |
| 14             | Newton Heath            | 0-0       | Burnley            | 9 febbraio 1901  |
| Ripetizione    | Burnley                 | 7-1       | Newton Heath       | 13 febbraio 1901 |
| 15             | Woolwich Arsenal        | 2-0       | Blackburn          | 9 febbraio 1901  |
| 16             | Tottenham Hotspur       | 1-1       | Preston North End  | 9 febbraio 1901  |
| Ripetizione    | Preston North End       | 2-4       | Tottenham Hotspur  | 13 febbraio 1901 |

## Secondo turno
| Numero partita | Squadra locale    | Punteggio | Squadra ospite          | Data             |
| -------------- | ----------------- | --------- | ----------------------- | ---------------- |
| 1              | Notts County      | 2-3       | Wolverhampton Wanderers | 23 febbraio 1901 |
| 2              | Aston Villa       | 0-0       | Nottingham Forest       | 23 febbraio 1901 |
| Ripetizione    | Nottingham Forest | 1-3       | Aston Villa             | 27 febbraio 1901 |
| 3              | Bolton Wanderers  | 0-1       | Reading                 | 23 febbraio 1901 |
| 4              | Middlesbrough     | 5-0       | Kettering               | 23 febbraio 1901 |
| 5              | Small Heath       | 1-0       | Burnley                 | 23 febbraio 1901 |
| 6              | Sheffield United  | 2-0       | Everton                 | 23 febbraio 1901 |
| 7              | Woolwich Arsenal  | 0-1       | West Bromwich Albion    | 23 febbraio 1901 |
| 8              | Tottenham Hotspur | 2-1       | Bury                    | 23 febbraio 1901 |

## Terzo turno
| Numero partita | Squadra locale          | Punteggio | Squadra ospite       | Data          |
| -------------- | ----------------------- | --------- | -------------------- | ------------- |
| 1              | Reading                 | 1-1       | Tottenham Hotspur    | 23 marzo 1901 |
| Ripetizione    | Tottenham Hotspur       | 3-0       | Reading              | 27 marzo 1901 |
| 2              | Wolverhampton Wanderers | 0-4       | Sheffield United     | 23 marzo 1901 |
| 3              | Middlesbrough           | 0-1       | West Bromwich Albion | 23 marzo 1901 |
| 4              | Small Heath             | 0-0       | Aston Villa          | 23 marzo 1901 |
| Ripetizione    | Aston Villa             | 1-0       | Small Heath          | 27 marzo 1901 |

## Semifinali
| Numero partita | Squadra locale    | Punteggio | Squadra ospite       | Data           |
| -------------- | ----------------- | --------- | -------------------- | -------------- |
| 1              | Sheffield United  | 2-2       | Aston Villa          | 6 aprile 1901  |
| Ripetizione    | Sheffield United  | 3-0       | Aston Villa          | 11 aprile 1901 |
| 2              | Tottenham Hotspur | 4-0       | West Bromwich Albion | 8 aprile 1901  |

## Finale
| Arbitro: | Arthur Kingscott |

|                     |           |                                     |
| Sandy Brown 23’ 51’ | Marcatori | 10’ Fred Priest 52’ Walter Berinett |

| Tottenham Hotspur | Sheffield United |

### Ripetizione
| Arbitro: | Arthur Kingscott |

|                                                |           |                 |
| John Cameron 52’ Tom Smith 76’ Sandy Brown 87’ | Marcatori | 40’ Fred Priest |

| Tottenham Hotspur | Sheffield United |